# Chemical Reviews
Chemical Reviews é uma publicação periódica sobre química revisada por pares publicada quinzenalmente pela American Chemical Society. Esta revista é especializada em artigos de revisão sobre qualquer um dos aspectos da química. A publicação foi estabelecida em 1924 pelo pesquisador da Universidade de Illinois, William Albert Noyes, responsável por diversas descobertas importantes do ramo. Desde 2015, a chefia da editoria é responsabilidade de Sharon Hammes-Schiffer, uma química física que possui contribuições na química computacional teórica.
De acordo com o Journal Citation Reports, este periódico possuía, em 2020, um fator de impacto de em torno de 60.622. Ainda, conforme divulgado pelo Superfund Research Program, possuía em 2019, um fator de impacto de mais de 60.622, sendo considerado dentre os "periódicos de alto impacto". Este periódico é indexado e asbtratado pelos indentificadores  Chemical Abstracts Service, CAB International, EBSCOhost, ProQuest, PubMed, Scopus, e Science Citation Index. É, em conjunto com o Accounts of Chemical Research, um dos principais periódicos da American Chemical Society.